# Yunhe (socken i Kina, lat 34,56, long 117,72)
Yunhe (kinesiska: 运河街道, 运河) är en socken i Kina. Den ligger i provinsen Shandong, i den östra delen av landet, omkring 240 kilometer söder om provinshuvudstaden Jinan.
Genomsnittlig årsnederbörd är 925 millimeter. Den regnigaste månaden är juli, med i genomsnitt 251 mm nederbörd, och den torraste är januari, med 9 mm nederbörd.